# Halasoor, Piriyapatna
Halasoor là một làng thuộc tehsil Piriyapatna, huyện Mysore, bang Karnataka, Ấn Độ.